# 恥骨筋
恥骨筋（ちこつきん、英語: pectineus muscle）は人間の恥骨の筋肉で股関節の屈曲や内転を行う。
腸恥隆起から恥骨結節までの間の恥骨櫛に沿って起こり、細長い長方形を呈して下方へ斜走し、近位（上部）の線維は小転子のすぐ後ろを走り、大腿骨上部の恥骨筋線と粗線の近位部で終わる。支配神経は大腿神経と閉鎖神経の二重神経支配である。